# Andrea Maria Schenkel
Andrea Maria Schenkel (ur. 21 marca 1962 w Ratyzbonie) – współczesna pisarka niemiecka.
Wychowana na bawarskiej wsi (okolice Regensburga), ukończyła szkołę państwową, uprawniającą do pracy w urzędzie pocztowym. W 1991 przeprowadziła się do Badenii-Wirtembergii, by w 1995 powrócić do Bawarii. Mieszka na wsi z mężem (lekarzem) i trójką potomstwa.

## Powieści
- Tannöd (Dom na pustkowiu), kryminał, Hamburg, 2006, wydanie polskie – 2008,
- Kalteis, Hamburg, 2008,
- Bunker, Hamburg, 2009.

## Nagrody
- Deutscher Krimi Preis w 2007 za Dom na pustkowiu,
- Friedrich-Glauser-Preis w 2007 za tę samą powieść,
- Corine w 2007 za tę samą powieść,
- Martin Beck Award w 2008 za tę samą powieść.